# Labeaume
Labeaume település Franciaországban, Ardèche megyében. Lakosainak száma 684 fő (2022. január 1.). Labeaume Chauzon, Joyeuse, Laurac-en-Vivarais, Montréal, Rosières, Ruoms és Saint-Alban-Auriolles községekkel határos.

## Népesség
A település népességének változása:
| Lakosok száma | 346  | 405  | 455  | 506  | 640  | 674  | 677  | 671  | 674  | 684  |
|               | 1968 | 1982 | 1990 | 2006 | 2013 | 2015 | 2017 | 2019 | 2020 | 2022 |